# Vie sauvage (série télévisée)
Pour les articles homonymes, voir Vie sauvage (homonymie) et Wild at Heart.
Vie sauvage (Wild at Heart) est une série télévisée britannique en 65 épisodes de 42 minutes créée par Ashley Pharoah et diffusée entre le 29 janvier 2006 et le 30 décembre 2012 sur ITV1.
En France, la série a été diffusée à partir du 11 juillet 2007 sur TF1 puis rediffusée sur Canal+ et Canal+ Family ; au Québec à partir du 5 septembre 2007 à Séries+, en Belgique, du 1er septembre au 5 décembre 2013 (saisons 1 à 5) sur La Deux, et en Suisse sur TSR1.

## Synopsis
La famille Trevanion décide de partir en Afrique du Sud pour s'occuper d'animaux sauvages et se retrouve confrontée à certaines aventures.

## Distribution
- Stephen Tompkinson (en) (VF : Michel Dodane) : Danny Trevanion
- Deon Stewardson (en) (VF : Benoît Allemane) : Anders Du Plessis
- Nomsa Xaba : Nomsa Nguni (57 épisodes)
- Rafaella Hutchinson (saisons 1 à 3) puis Olivia Scott-Taylor (saisons 5 à 7) (VF : Jessica Monceau) : Olivia Adams Trevanion (48 épisodes combinés)
- Lucy-Jo Hudson (en) : Rosie Trevanion (saisons 1 à 4, puis 7, 39 épisodes)
- Luke Ward-Wilkinson (en) : Evan Adams/Trevanion (saisons 1 à 4, 31 épisodes)
- Amanda Holden (VF : Anne O'Dolan) : Sarah Trevanion (saisons 1 à 3, 23 épisodes)
- Gary Lawson : Alex Tate (saison 1, 5 épisodes)
- Siyabonga Melongisi Shibe : Themba Khumalo (saison 1, 4 épisodes)
- Thapelo Mokoena (en) : Cedric Fatani (saisons 2 à 7, 52 épisodes)
- Hayley Mills : Caroline Du Plessis (saisons 2 à 7, 39 épisodes)
- Martinus Van Der Berg (VF : Nicolas Djermag) : Max Gifthold (saisons 2 à 4, 23 épisodes)
- Busi Lurayi : Thandi Nguni (saison 2, 9 épisodes)
- Mbongeni Nhlapo : Regal (saisons 2 et 3, 6 épisodes)
- Wayne Van Rooyen (VF : Jonathan Amram) : Kirk Du Plessis (saisons 2 à 4, 4 épisodes)
- Jessie Wallace (en) : Amy Kriel (saison 3, 5 épisodes)
- Craig Gardner (VF : Olivier Destrez) : Elliot Kriel (saison 3, 5 épisodes)
- Megan Martell (saisons 4 et 5) puis Tarryn Faye Brummage (VF : Clara Quilichini) : Charlotte Collins Trevanion (32 épisodes combinés)
- Dawn Steele (en) : Alice Trevanion (saisons 4 à 7, 30 épisodes)
- Mary Anne Barlow (VF : Ivana Coppola) : Vanessa (saisons 4 à 6, 24 épisodes)
- Cal MacAninch (VF : Didier Cherbuy) : Rowan Collins (saisons 4 et 5, 13 épisodes)
- Juliet Mills : Georgina Black (saison 4, 8 épisodes)
- Shana Burton (VF : Jessica Barrier) : Grace (saison 4, 7 épisodes)
- Naima McLean (VF : Laëtitia Lefebvre) : Buhle (saisons 5 et 6, 15 épisodes)
- Kagiso Legoadi : Cashile (saisons 5 et 6, 8 épisodes)
- Atandwa Kani : Thabo (saisons 6 et 7, 17 épisodes)
- David Butler : Christian/Luke Peeters (saisons 6 et 7, 9 épisodes)
- Sithokomele Majola : Junior Fatani (saison 6, 4 épisodes)
- Robert Bathurst : Ed Lynch (saison 7, 9 épisodes)
- Bovril : Jana the Cheetah
- Hamley : Hamley the Giraffe

## Invités
- Vincent Regan : Simon Adams (saison 1 épisode 3 + saison 2 épisode 7)
- Samantha Womack : Tessa (saison 2, épisode 2)
- Geoffrey Hutchings (en) : Bill (saison 2, épisode 2)
- Kim Cloete (VF : Delphine Braillon) : Neema Du Plessis (saison 3 épisode 3 + saison 4 épisode 6)
- Maggie O'Neill : Elaine (saison 3, épisode 4)
- Fana Mokoena (en) : Mr Ekotto (saison 3 épisode 6 + saison 5 épisode 3)
- Susie Blake (en) : Judith (saison 3, épisode 6)
- Nicholas Le Prevost (en) : Gene (saison 5, épisode 1)
- Camilla Waldman : Hannah (saison 5, épisode 4)
- Warren Clarke : Robert Trevanion (saison 6, épisode 1)
- Bryan Van Niekerk : Jonas Rittman (saison 6, épisode 2)
- Dominika Jablonska : Beth (saison 7, épisodes 1 et 3)
- Jill Halfpenny (en) : Fiona Lynch (saison 7, épisodes 8 à 10)

 Source et légende : version française (VF) sur RS Doublage

## Épisodes

### Première saison (2006)
1. Nouvelle terre, nouvelle vie (Épisode 1)
2. Savane sauvage (Épisode 2)
3. Entre père et terre (Épisode 3)
4. Perdus dans la brousse (Épisode 4)
5. Le Temps du doute (Épisode 5)
6. Fièvre sous les tropiques (Épisode 6)

### Deuxième saison (2007)
1. Mariage dans la savane (Épisode 7)
2. Vers la liberté (Épisode 8)
3. Le Nouveau venu (Épisode 9)
4. L'Inspection (Épisode 10)
5. L'Ami de longue date (Épisode 11)
6. Entre mère et fille (Épisode 12)
7. Cœurs en bataille (Épisode 13)
8. Sous le charme (Épisode 14)
9. Le Vieux Lion (Épisode 15)
10. Vaincre… ou céder (Épisode 16)

### Troisième saison (2008)
1. Une bonne étoile (Épisode 17)
2. Le Bon Choix (Épisode 18)
3. L'union fait la force (Épisode 19)
4. Un weekend romantique (Épisode 20)
5. Le Lion blanc (Épisode 21)
6. La Grande Sécheresse (Épisode 22)
7. Mauvais présage (Épisode 23 - Part 1)
8. L'Afrique dans la peau (Épisode 24 - Part 2)

### Quatrième saison (2009)
1. Retour à Leopard's Den (Épisode 25)
2. En Cavale (Épisode 26)
3. La Rage (Épisode 27)
4. À Couteaux Tirés (Épisode 28)
5. Espèce Protégée (Épisode 29)
6. Partir, Revenir (Épisode 30)
7. Le Maître du Bush (Épisode 31)
8. Le Temps est à l'orage (Épisode 32 - Part 1)
9. Plus de peur que de mal (Épisode 33 - Part 2)
10. Vive la famille ! (Épisode 34)

### Cinquième saison (2010)
1. Le Vertige de l'amour (Épisode 35)
2. Le Voyage de noces (Épisode 36)
3. La Caravane (Épisode 37)
4. Le Retour d'Olivia (Épisode 38)
5. Perdus dans la brousse (Épisode 39)
6. Couples en crise (Épisode 40)
7. Perdre pied (Épisode 41 - Part 1)
8. Mise à pied (Épisode 42 - Part 2)
9. Mémoire d'éléphant (Épisode 43)
10. Terrain d'entente (Épisode 44)

### Sixième saison (2011)
1. Titre français inconnu (Épisode 45)
2. Titre français inconnu (Épisode 46)
3. Titre français inconnu (Épisode 47)
4. Titre français inconnu (Épisode 48)
5. Titre français inconnu (Épisode 49)
6. Titre français inconnu (Épisode 50)
7. Titre français inconnu (Épisode 51)
8. Titre français inconnu (Épisode 52 - Part 1)
9. Titre français inconnu (Épisode 53 - Part 2)
10. Titre français inconnu (Épisode 54 - Part 3)

### Septième saison (2012)
1. Titre français inconnu (Épisode 55)
2. Titre français inconnu (Épisode 56)
3. Titre français inconnu (Épisode 57)
4. Titre français inconnu (Épisode 58)
5. Titre français inconnu (Épisode 59 - Part 1)
6. Titre français inconnu (Épisode 60 - Part 2)
7. Titre français inconnu (Épisode 61)
8. Titre français inconnu (Épisode 62 - Part 1)
9. Titre français inconnu (Épisode 63 - Part 2)
10. Titre français inconnu (Épisode 64 - Part 3)
11. Titre français inconnu (Épisode 65)

### Commentaires
En avril 2012, ITV a déclaré que la septième saison était la dernière, un épisode spécial de deux heures sera diffusé en 2012.
En 2007, un remake américain a été diffusé sous le titre de Life Is Wild sur le réseau The CW.
Atandwa Kani et David Butler III ont également joué dans Life Is Wild. Atandwa a joué Tumelo et David a joué Art.